# Valdehúncar
Valdehúncar è un comune spagnolo di 205 abitanti situato nella comunità autonoma dell'Estremadura.